# Talasni broj
Talasni broj u fizici je osobina talasa obrnuto proporcionalna talasnoj dužini i ima SI jedinicu recipročni metar (m-1). Talasni broj je prostorni analog frekvencije, odnosno predstavlja broj ponavljanja talasa u fazi po jedinici prostora.

## Talasni broj u spektroskopiji
U spektroskopiji je talasni broj {\displaystyle {\tilde {\nu }}} elektromagnetnog zračenja definisan:
{\displaystyle {\tilde {\nu }}=1/\lambda }
gde je {\displaystyle \lambda } talasna dužina zračenja u vakuumu.

## Literatura
- John D. Cutnell, Kenneth W. Johnson (2008). Physics (1. изд.). Wiley. ISBN 978-0-470-37924-0.